# Recettore della calcitonina
Il recettore della calcitonina è un recettore appartenente alla famiglia dei recettori accoppiati a proteine G.
È il recettore specifico per il legame con la calcitonina. L'attivazione del recettore a seguito del legame con il suo specifico ligando induce il regolamento dell'omeostasi del calcio.
L'attivazione del recettore è mediato dall'attività delle proteina G Gs e Gq.